# 布里地区马勒伊
布里地区马勒伊（法語：Mareuil-en-Brie，法語發音：[maʁœj ɑ̃ bʁi]）是法国马恩省的一个市镇，位于该省西部，属于埃佩尔奈区。

## 地理
布里地区马勒伊（48°57'29"N, 3°44'37"E）面积8.89 平方千米，位于法国大東部大區马恩省，该省份为法国东北部内陆省份，北起阿登省，西北接埃纳省，西南接塞纳-马恩省，南至奥布省，东南接上马恩省，东临默兹省。
与布里地区马勒伊接壤的市镇（或旧市镇、城区）包括：勒拜济勒、科里贝尔、伊尼-孔布利济、叙济勒弗朗。
布里地区马勒伊的时区为UTC+01:00、UTC+02:00（夏令时）。

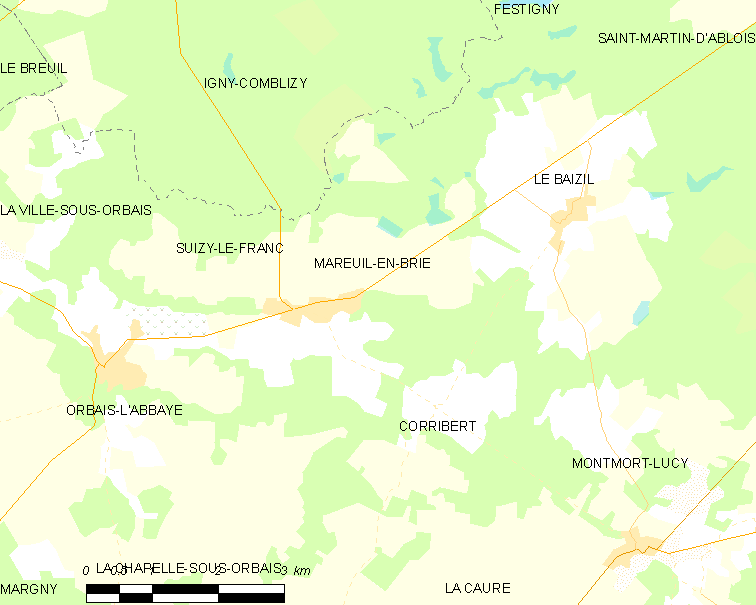
布里地区马勒伊的OSM定位图

## 行政
布里地区马勒伊的邮政编码为51270，INSEE市镇编码为51345。

## 政治
布里地区马勒伊所属的省级选区为多尔芒-香槟景县。

## 人口

1962-2008年间布里地区马勒伊人口变化图示

布里地区马勒伊于2022年1月1日时的人口数量为289人。